# Martin Tungevaag
Martin Tungevaag , även känd under artistnamnet Tungevaag, född 9 juli 1993 i Ålesund, är en norsk elektronmusiker, DJ och musikproducent. Han har fått stora framgångar med låten "Wicked Wonderland" som släpptes den 12 juni 2014. Han har också nått framgångar med "All For Love", "Million Lights", "Samsara" och "Play". Sista är med Alan Walker och K-391

## Diskografi
Singlar som en del av DJ-duon Tungevaag & Raaban
→ Tungevaag & Raaban
Singlar som solomusiker
- 2014 – "Wicked Wonderland" (#2 i Sverige)[1]
- 2014 – "Vidorra"
- 2015 – "Samsara 2015" (#4 i Sverige)[1]
- 2015 – "Springfield" (med ItaloBrothers)
- 2019 – "Play" (med Alan Walker)
- 2019 – "DANCE" (med CLMD)
- 2019 – "Knockout"
- 2020 – "Peru"
- 2020 – "Stay" (med The Second Level och MVRT)
- 2020 – "Make You Happy" (med Richard Smitt)
- 2020 – "The Night" (med BBY IVY)
- 2020 – "Afterparty" (med Rat City och Rich The Kid)
- 2020 – "Miss You" (med Sick Individuals och MARF)
- 2020 – "Kingdoms" (med Jay Hardway)